# آلش هردلیچکا

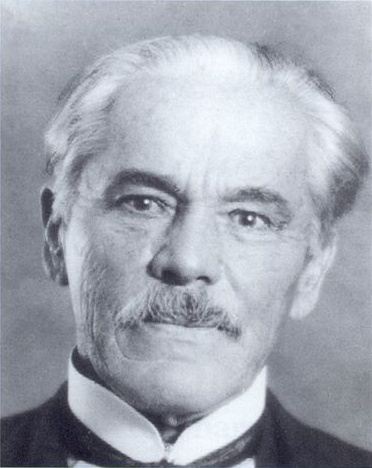
الش هدرلیچکا

الش هردلیچکا(به چکی: Aleš Hrdlička)(۲۹ مارس ۱۸۶۹- ۵ سپتامبر ۱۹۴۳) مردم‌شناس چک بود.

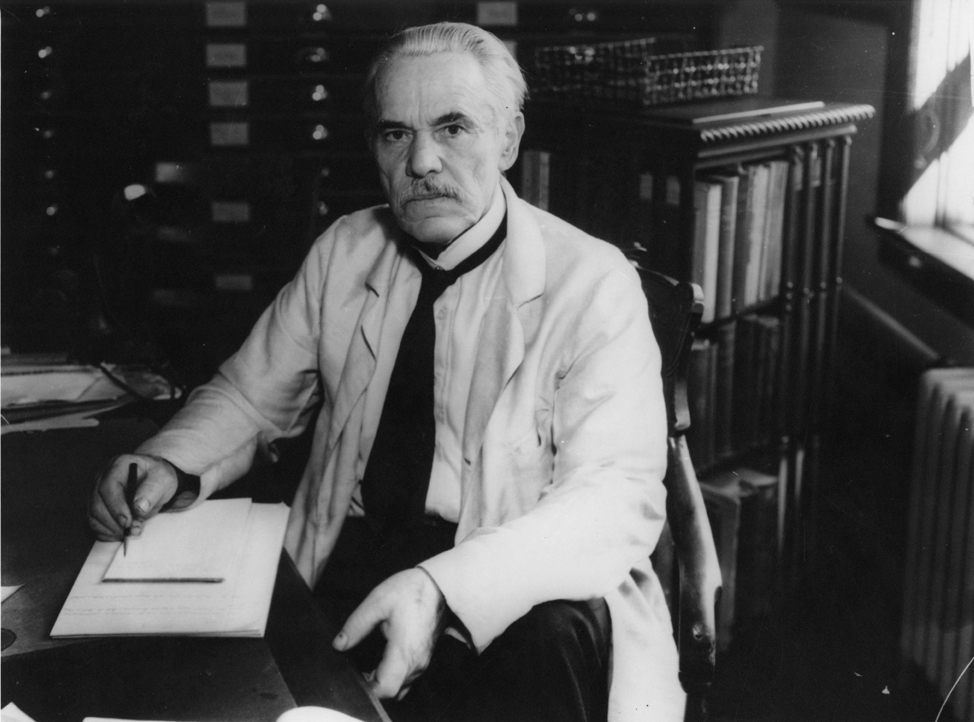
Aleš Hrdlička (1930).

هردلیچکا در هومپولتس در بوهم -که امروزه در جمهوری چک جای‌دارد- در امپراتوری اتریش-مجار زاده‌شد. نامش در آغاز آلویس بود، ولی در آینده او آن را به اَلِش که ملی‌تر می‌نمود دگرگون کرد.
آموزش وی را در آغاز مادرش برعهده‌گرفت. در ۱۸۸۱ خانوادهٔ آنان به ایالات متحده آمریکا کوچید، الش در آن زمان سیزده‌ساله بود. پدرش در آمریکا در کارخانهٔ سیگارسازی‌ای به کار پرداخت. الش در هژده‌سالگی برآن شد تا پزشکی بخواند، گرایشش بدین رشته از آن رو بود که خود گرفتار سل بود. در اثنای آموختن پزشکی در نیویورک به مردم‌شناسی گرایش‌یافت.
در ۱۸۹۶ هدرلیچکا به پاریس رفت و به عنوان متخصص مردم‌شناسی به کار پرداخت. وی نخستین کسی بود که نگرهٔ کوچ مردمان از آسیای خاوری به قاره آمریکا را در پانزده هزار سال پیش طرح‌نمود. برپایهٔ این نظریه نیاکان سرخپوستان در زمان یادشده از تنگه برینگ گذشته و در آمریکا پخش گشته‌اند. پایهٔ استدلال او مطالعاتش بر روی استخوان‌های برجای‌مانده از روزگاران کهن در مغولستان، تبت، سیبری، آلاسکا و جزایر آلئوتی بود.
هدرلیچکا نخستین سرپرست موسسه اسمیتسونین موزه ملی تاریخ طبیعی بود.
هدرلیچکا بر خلاف بسیاری از پژوهشگران آن زمان که مبدا انسان را آسیای میانه می‌دانستند بر این باور بود که نخستین گهوارهٔ انسان‌ها اروپا بوده‌اس، چرا که کهن‌ترین سنگواره‌های انسانی در این قاره یافت شده‌اند. امروزه هردوی این نگره‌ها فراموش شده‌می‌باشد و نظریه‌های تازه انسان را برآمده از آفریقا می‌دانند.